# Lilla Spjuttjärnen
Lilla Spjuttjärnen är en sjö i Lindesbergs kommun i Västmanland och ingår i Norrströms huvudavrinningsområde.